# Tân Thành, Bắc Quang
Tân Thành là một xã thuộc huyện Bắc Quang, tỉnh Hà Giang, Việt Nam.

## Địa lý
Xã Tân Thành nằm ở phía bắc huyện Bắc Quang, có vị trí địa lý:
- Phía đông giáp huyện Vị Xuyên và xã Đồng Tâm
- Phía tây giáp xã Tân Lập
- Phía nam giáp xã Đồng Tâm và xã Tân Quang
- Phía bắc giáp huyện Vị Xuyên.

Xã Tân Thành có diện tích 85,24 km², dân số năm 2019 là 3.665 người, mật độ dân số đạt 43 người/km².

## Lịch sử
Ngày 29 tháng 1 năm 1997, Chính phủ ban hành Nghị định 8/1997/NĐ-CP về việc thành lập xã Tân Thành trên cơ sở:
- Điều chỉnh 1.684 ha diện tích tự nhiên và 1.478 nhân khẩu của xã Tân Lập
- Điều chỉnh 1.800,5 ha diện tích tự nhiên và 369 nhân khẩu của xã Quảng Ngần thuộc huyện Vị Xuyên.

Xã Tân Thành có 3.484,5 ha diện tích tự nhiên và 1.847 nhân khẩu.